# Strada statale 374 di Summonte e di Montevergine
La ex strada statale 374 di Summonte e di Montevergine (SS 374), ora strada provinciale ex SS 374 di Summonte (SP ex SS 374) in provincia di Avellino e strada provinciale 43 ex SS 374 di Summonte e di Montevergine (SP 43), è una strada provinciale italiana che collega la zona di Avellino con il confine settentrionale della provincia lambendo il parco regionale del Partenio.

## Percorso
L'arteria ha inizio in località Torelli, frazione di Mercogliano, distaccandosi dalla strada statale 7 bis di Terra di Lavoro. Il tracciato prosegue in direzione nord costeggiando il massiccio del Partenio, raggiungendo la stessa Mercogliano, Ospedaletto d'Alpinolo (da dove parte la diramazione per il santuario di Montevergine), Summonte, Sant'Angelo a Scala, Pietrastornina e Roccabascerana.
Da qui la strada devia verso ovest, entrando nel comune di Pannarano, exclave della provincia di Benevento, dalla quale riesce proseguendo per San Martino Valle Caudina, Cervinara e Rotondi.
A questo punto la strada devia nettamente verso nord, raggiungendo la strada statale 7 Via Appia all'altezza di Campizze, frazione della stessa Rotondi.
In seguito al decreto legislativo n. 112 del 1998, dal 17 ottobre 2001 la gestione è passata dall'ANAS alla Regione Campania, che nella stessa data ha ulteriormente devoluto le competenze alla Provincia di Avellino e alla Provincia di Benevento per le tratte territorialmente competenti.

## Strada statale 374 dir di Montevergine
La ex strada statale 374 dir di Montevergine (SS 374 dir), ora strada provinciale ex SS 374 dir di Montevergine (SP ex SS 374 dir), è una strada provinciale italiana che raggiunge il santuario di Montevergine.
Rappresenta la diramazione della SS 374 che all'altezza di Ospedaletto d'Alpinolo, si stacca per salire sul massiccio del Montevergine e raggiungere il santuario, posto nel comune di Mercogliano.
In seguito al decreto legislativo n. 112 del 1998, dal 17 ottobre 2001 la gestione è passata dall'ANAS alla Regione Campania, che nella stessa data ha ulteriormente devoluto le competenze alla Provincia di Avellino.